# Friedrich Christian (Schaumburg-Lippe)

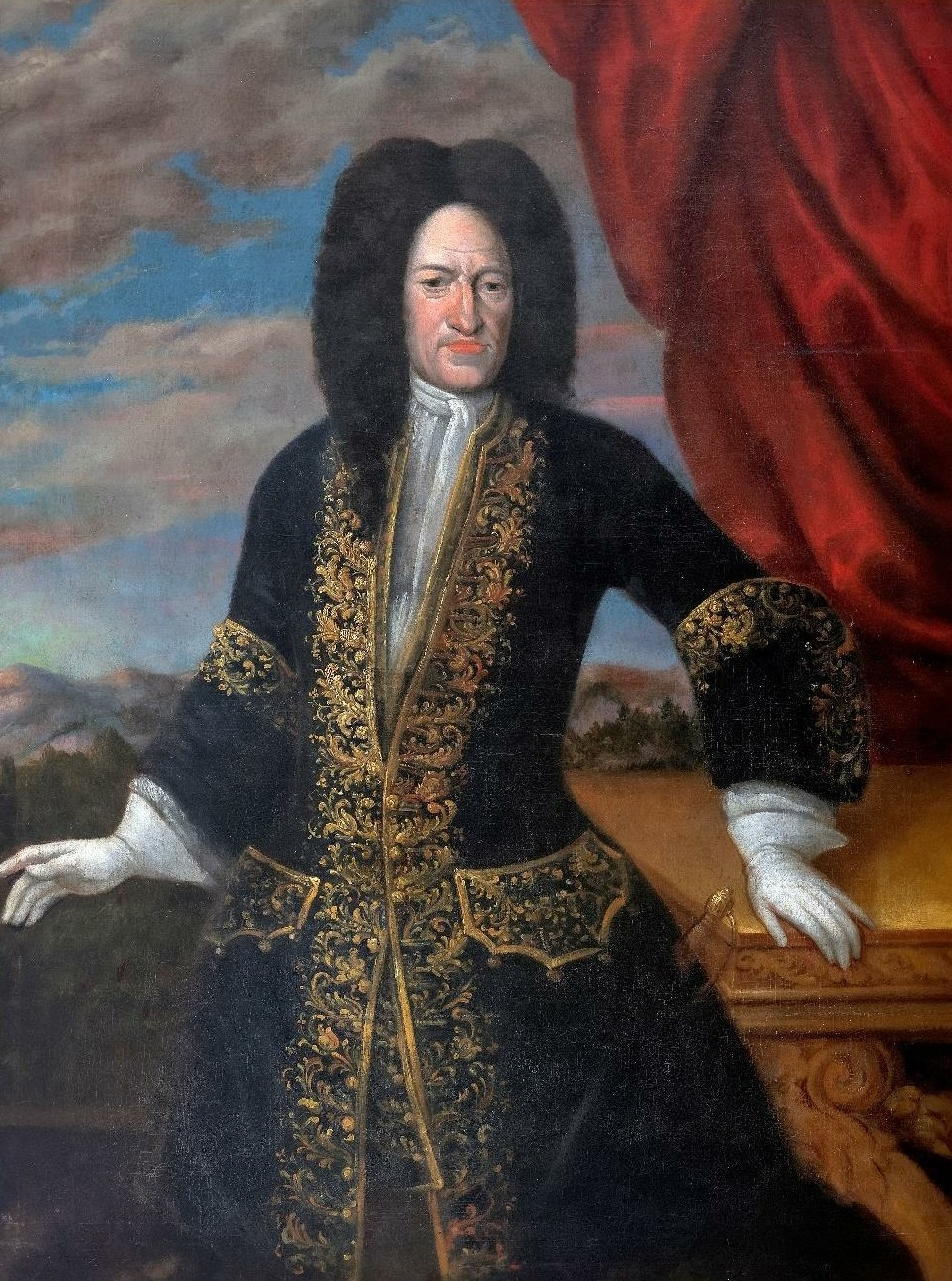
Graf Friedrich Christian zu Schaumburg-Lippe

Friedrich Christian zu Schaumburg-Lippe (* 16. August 1655 in Bückeburg; † 13. Juni 1728 ebenda) war der Gründer des älteren Hauses Schaumburg-Lippe und regierender Graf der Grafschaft Schaumburg-Lippe.

## Leben
Friedrich Christian war von 1681 bis zu seinem Tod 1728 Herrscher der Grafschaft Schaumburg-Lippe im Gebiet des heutigen Niedersachsen. Er war der Sohn des Grafen Philipp I. von Schaumburg-Lippe und seiner Frau Sophie von Hessen-Kassel.
Er ließ ab 1662 das heutige Schloss Alverdissen erbauen.

## Nachkommen
Am 4. Januar 1691 heiratete er in Langenburg Johanna Sophie zu Hohenlohe-Langenburg (1673–1743), Tochter des Grafen Heinrich Friedrich zu Hohenlohe-Langenburg und dessen Frau Juliane Dorothea zu Castell-Remlingen. Die Ehe wurde 1723 geschieden.
- Friedrich August (1693–1694)
- Wilhelm Ludwig (*/† 1695)
- Sophie Charlotte (*/† 1697)
- Philipp (1697–1698)
- Albrecht Wolfgang (1699–1748), Graf zu Schaumburg-Lippe 1728–1748
- Friedrich Ludwig Karl (* 28. September 1702; † 28. September 1776), starb unverheiratet

In zweiter Ehe heiratete er am 3. Dezember 1725 in Brixen (Südtirol) Maria Anna Viktoria von Gall, Tochter des Barons Johann Michael von Gall und dessen Frau Maria Anna von Enzenburg.